# Transition laminaire-turbulent
Pour les articles homonymes, voir Transition (homonymie).
La transition laminaire-turbulent est le mécanisme par lequel un écoulement passe de l'état laminaire à l'état turbulent. Sa description utilise généralement le nombre de Reynolds qui mesure localement le rapport entre les forces d'inertie et les forces liées à la viscosité.
Il s'agit d'un phénomène d'instabilité complexe, dépendant de conditions telles que l'état de surface dans le cas d'une couche limite ou les perturbations sonores appliquées.
Ce phénomène, réversible (on parle dans ce cas de relaminarisation), a été étudié essentiellement dans le contexte des couches limites mais s'applique à tout type d'écoulement.

## Histoire

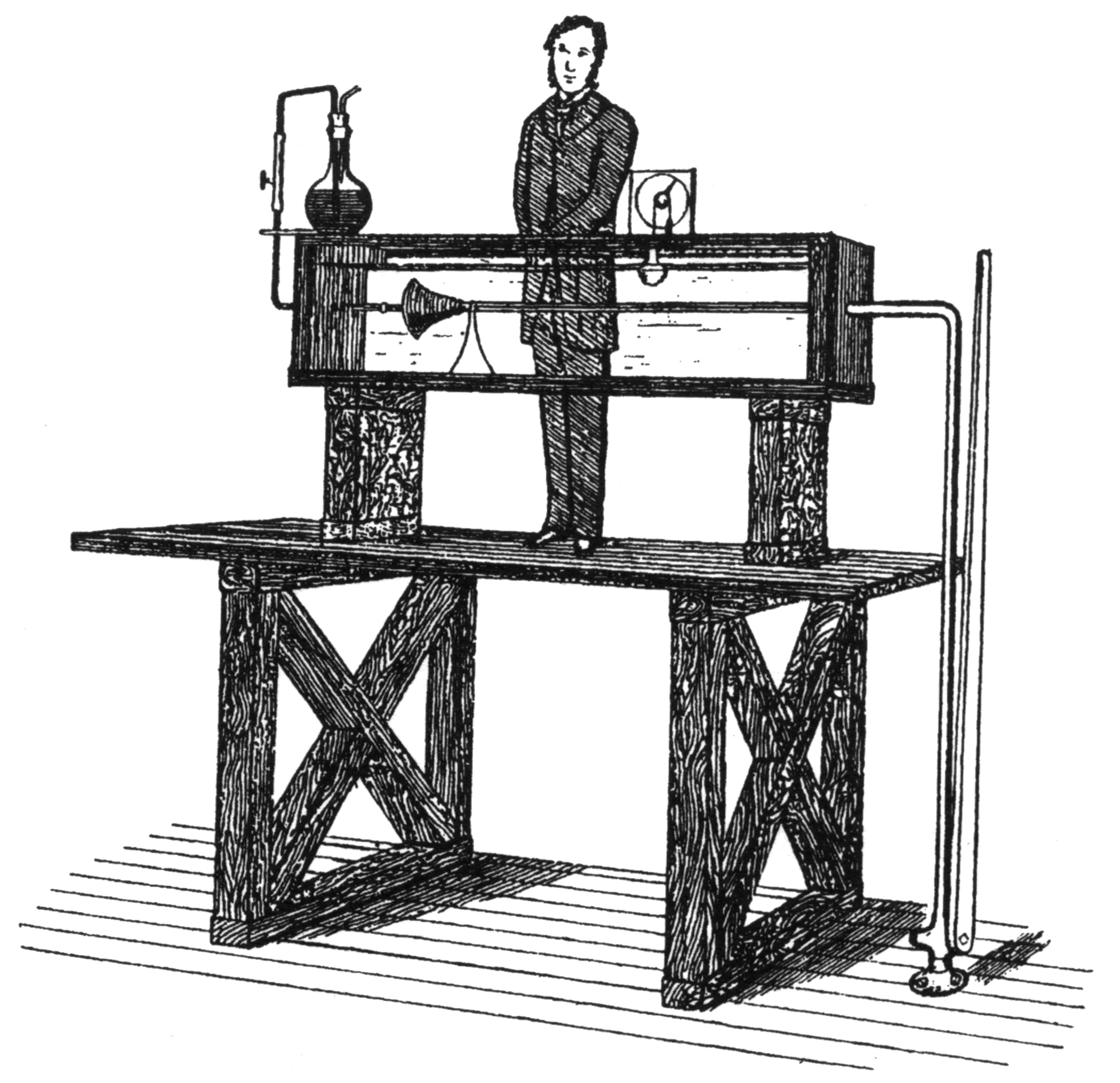
Montage expérimental de Reynolds en 1883.
Observations faites par Reynolds dans ses expériences.

En 1883 Osborne Reynolds réalise ses premières expériences en conduite en verre avec l'eau,. De ses expériences il tire un critère de début de transition en mettant en avant un nombre sans dimension qui sera par la suite nommé nombre de Reynolds par Arnold Sommerfeld. Il montre que dans ses expériences ce paramètre peut varier dans une grande plage de valeurs allant de 2000 pour une paroi d'entrée rugueuse, et jusqu'à 40000 en prenant d'extrêmes précautions sur l'injection d'eau.
Les bases mathématiques de la théorie de la stabilité d'un écoulement ont été établies par William McFadden Orr, et Arnold Sommerfeld en 1907.

## Étapes de la transition en couche limite

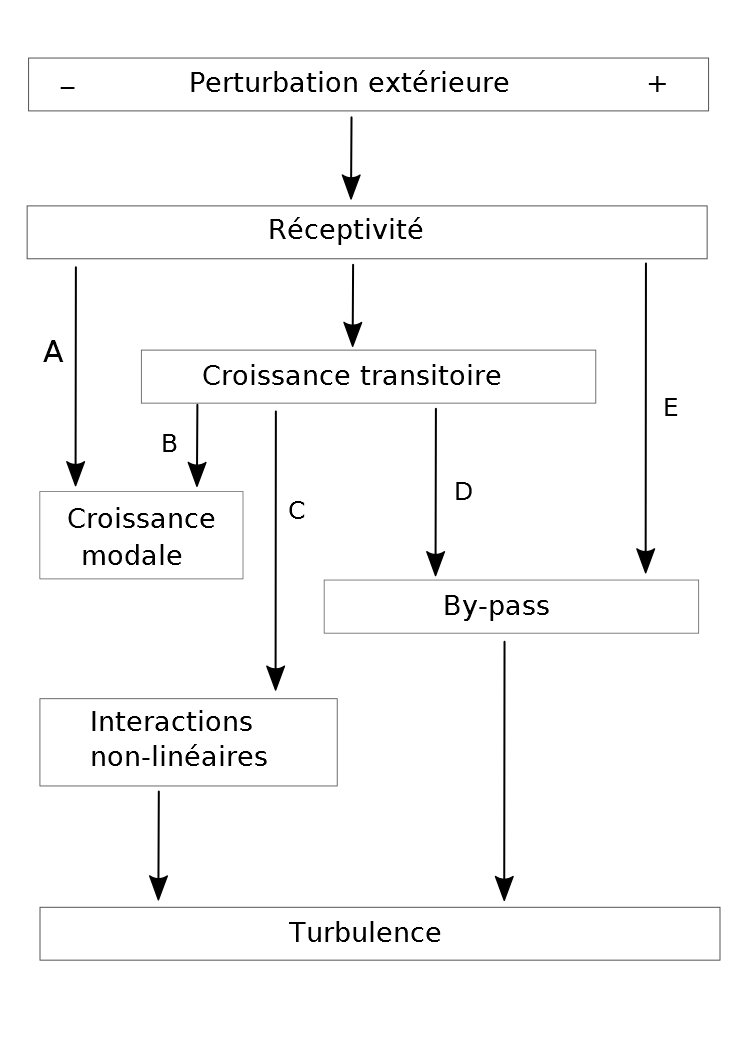
Mécanismes de transition laminaire-turbulent.

Il existe divers chemins conduisant à la turbulence. Ils ont été particulièrement étudiés pour la couche limite. La première étape est bien sûr de connaître la réceptivité de l'écoulement, c'est-à-dire la façon dont une excitation externe va créer une perturbation dans l'écoulement lui-même.

### Excitation des modes propres
L'excitation des modes propres qui, s'ils sont instables, conduisent à l'amplification d'ondes jusqu'à une phase non linéaire et la création de spots turbulents (chemin A). Cela peut être des ondes de Tollmien-Schlichting dans le cas le plus simple, de tourbillons de Görtler sur une surface concave ou d'instabilités dans la composante transversale d'un écoulement (crossflow). Dans ce cas une étude de stabilité peut être faite pour chaque mode pris séparément. En écoulement incompressible cela conduit à l'équation de Orr-Sommerfeld.

### Croissance transitoire
L'interaction des divers modes propres, mêmes stables, peut conduire à une croissance transitoire des perturbations si la perturbation est d'amplitude suffisante. Ces perturbations seront amorties ou au contraire conduiront (chemin C) à la phase non linéaire, suivant les conditions locales. Ce scénario, issu du calcul, n'a pas été mis en évidence expérimentalement.

### Bypass
On peut observer le passage direct à la turbulence à partir de fortes perturbations (chemin D). C'est le cas de la transition induite par les rugosités de paroi ou par une perturbation externe qui entraînent l'apparition de stries longitudinales appelées mode de Klebanoff. Dans ce cas la phase non linéaire de croissance est bypassée. Dans le cas de très fortes perturbations la turbulence apparaît directement (chemin E).

## Critères de début de transition
Il n'existe pas de critère universel permettant de prévoir la transition. Chaque situation est un cas d'espèce pour lequel l'expérience permet d'établir une corrélation. Le plus souvent celle-ci utilise un nombre de Reynolds basé sur une longueur caractéristique de la couche limite ou de la rugosité. La dispersion de l'écart observé par rapport à la valeur expérimentale peut tout autant être due au défaut de modélisation qu'à la dispersion naturelle du phénomène, celle-ci pouvant être très importante.
Une seule méthode peut prétendre à une certaine universalité : c'est la méthode eN basée sur un calcul des taux d'amplification d'une instabilité linéaire. Cette méthode est lourde à mettre en œuvre et nécessite en tout état de cause l'usage d'un facteur d'ajustement.

## Intermittence
La transition se caractérise par l'apparition de spots turbulents qui finissent par recouvrir tout l'espace. Ce phénomène est reproductible par un calcul direct de l'écoulement par simulation des grandes structures de la turbulence. Ceci se caractérise en tout point par une intermittence de toutes les quantités locales, phénomène déjà observé par Reynolds.
Ce phénomène se traite en pratique par diverses corrélations. Son étude physique relève de la dynamique des systèmes non linéaires,.

## Relaminarisation
Le retour à un écoulement laminaire peut se produire dans diverses situations : forte accélération de l'écoulement, importante dissipation ou travail de forces extérieures. Ceci a été utilisé dans l'aéronautique pour les tentatives de contrôle de l'écoulement.

## Quelques cas pratiques de transition laminaire-turbulent

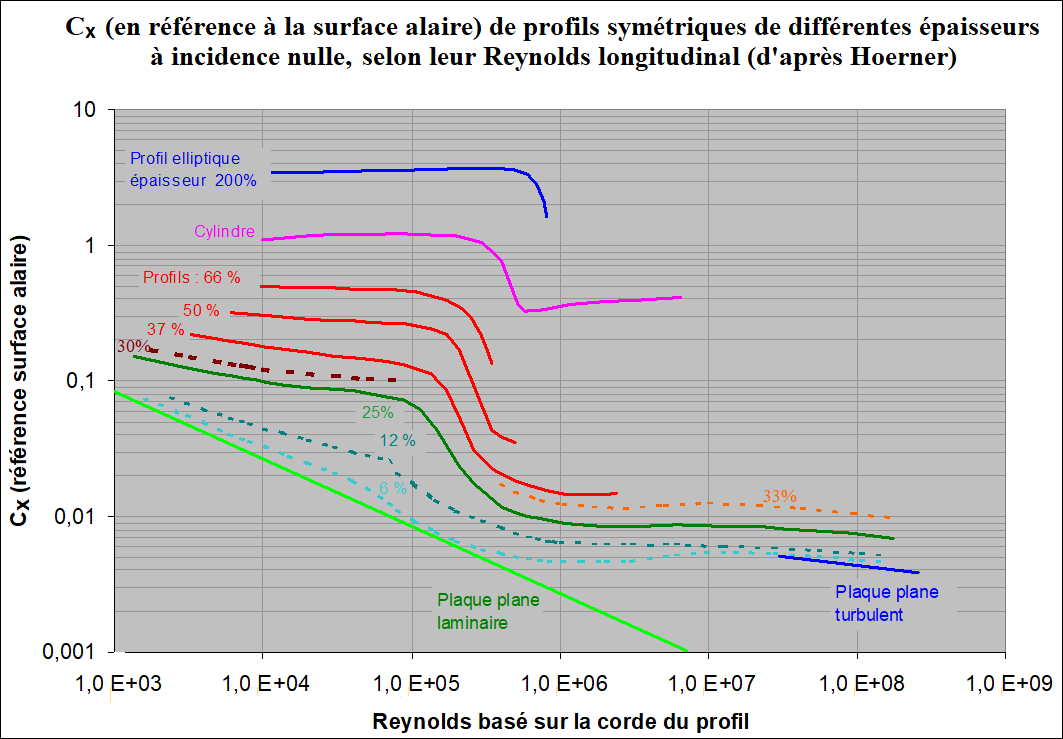
alaire de profils symétriques à incidence nulle selon leur Reynolds et leur épaisseur

La couche limite qui se développe sur les corps 2D et 3D placés dans un écoulement connaît une transition laminaire-turbulent à un certain nombre de Reynolds. La transition de cette couche limite modifie beaucoup l'écoulement sur ces corps, en cela que la couche limite laminaire résiste beaucoup moins bien aux séparations de couche limite (ou décollements) que la couche limite turbulente.
Un cas typique de cette influence de l'état de la couche limite (état laminaire ou état turbulent) est la crise de traînée de la sphère : pour un très faible accroissement du nombre de Reynolds, le coefficient de traînée de la sphère peut être divisé par 5. Le cylindre infini lui-même, lorsqu'il est présenté en travers d'un écoulement, connaît lui aussi une crise de traînée (également liée au changement d'état de la couche limite).
Les crises de traînée de la sphère et du cylindre sont les archétypes des crises de traînée de corps 3D et 2D. Tous les corps suffisamment profilés connaissent une crise de traînée (liée à la transition de leur couche limite). Le graphe ci-contre dessine la crise de traînée de profils symétriques de différentes épaisseurs selon le Reynolds longitudinal de leur écoulement (à incidence nulle), (la crise de traînée du cylindre figure sur ce graphe).

## Mise en garde contre la confusion entre l'état (laminaire ou turbulent) de la couche limite et l'état du reste de l'écoulement
Il convient d'attirer l'attention des lecteurs sur une confusion fréquente entre l'état de la couche limite sur un corps et l'état de l'écoulement autour de ce corps : Comme le montre l'exemple des corps profilés (2D ou 3D), ce n'est pas parce que la couche limite qui se développe à leur surface a effectué sa transition de l'état laminaire à l'état turbulent que l'écoulement sur ces corps devient chaotique : au contraire, l'état turbulent de la couche limite conduit souvent à des réattachements (ou recollement) de l'écoulement sur l'aval de ces corps, c.-à-d. que l'écoulement est souvent beaucoup plus laminaire à l'extérieur d'une couche limite turbulente qu'à l'extérieur d'une couche limite laminaire (cette couche limite laminaire favorisant les décollements de culot, donc un écoulement chaotique sur l'aval des corps). C'est si vrai qu'à l'extérieur de la couche limite turbulente sur un corps profilé on peut utiliser le théorème de Bernoulli alors que ce serait une faute de l'utiliser avec un écoulement décollé (et chaotique).
En conséquence, il faut se garder d'utiliser sans précisions des expressions comme écoulement laminaire ou écoulement turbulent quand la couche limite de ces écoulements est dans un état laminaire ou turbulent...
En d'autres termes, l'état laminaire, qui peut apparaître comme souhaitable (parce que doux et régulier) n'est pas forcément souhaitable pour la couche limite (l'état laminaire de la couche limite conduisant souvent à des décollements de culot sur les corps même profilés, donc à une nette augmentation de leur {\displaystyle C_{x}}). C'est pour cela que, dans certains cas, on suscite la transition de la couche limite jusqu'à l'état turbulent par l'usage de turbulateurs, ceci dans le dessein de diminuer le {\displaystyle C_{x}}.
Les propos de mise en garde qui viennent d'être tenus conviennent encore aux cas très particuliers des profils laminaires (2D et 3D) qu'on gagnera à toujours appeler  profil à laminarité étendue de leur couche limite : ce sont des corps dont la forme très particulière recule au maximum la transition de leur couche limite (toujours depuis l'état laminaire jusqu'à l'état turbulent) dans le but de profiter du coefficient de friction pariétal ({\displaystyle C_{f}}) plus faible de la couche limite laminaire (le {\displaystyle C_{f}} laminaire est, en ordre de grandeur, deux fois plus faible que le {\displaystyle C_{f}} turbulent).
Par ce moyen, on obtient des {\displaystyle C_{x}} de friction plus faibles et donc des {\displaystyle C_{x}} totaux également plus faibles (le {\displaystyle C_{x}} des corps profilés étant essentiellement dus à la friction).